# Jackie McLean
Jackie McLean, geboren als John Lenwood McLean (New York, 17 mei 1931 - Hartford, 31 maart 2006), was een Amerikaanse jazzsaxofonist.

## Biografie
John Lenwood McLean groeide op in Harlem. Hij kreeg onderricht in jazz-harmonieleer van de virtuoze bop-pianist Bud Powell, die net als Thelonious Monk en Sonny Rollins toentertijd woonde in McLeans nabuurschap. Zijn talent en het levendige jazzcircuit van de stad hielpen hem tijdens zijn jonge jaren aan bijbaantjes in de band van de pianist Thelonious Monk en aan invalbaantjes voor de altsaxofonist-gigant Charlie Parker. In McLeans eerste band speelden Sonny Rollins tenorsaxofoon, Kenny Drew sr. piano en Percy Heath bas. 
In 1949 nam hij als beschermeling van Miles Davis (bij wie hij speelde in 1951/1952, Miles Davis Volume 1) de lp Dig op, waardoor zijn spel bij een groter publiek gehoord werd. Er volgden verdere opnamen onder zijn eigen naam bij Blue Note Records, die hem niet alleen presenteerden als getalenteerde improvisator, maar ook als een componist die het luisteren waard was. In 1955 werkte hij met zijn twee composities Dr. Jackle en Minor March mee aan het album Miles Davis and Milt Jackson Quintet/Sextet. In 1956 musiceerde de altsaxofonist tijdelijk in Charles Mingus jazzworkshop in 1956, waar hij betrokken was bij het album Pithecanthropus Erectus en vervolgens bij Art Blakey's Jazz Messengers (1956/1957). Mingus droeg aan hem het nummer Profile Of Jackie op.
Jackie McLean had te kampen met drugsproblemen, waardoor hij een tijd lang zijn vergunning tot optreden voor New York kwijtraakte. De voor hem daaruit voortkomende negatieve economische gevolgen compenseerde de muzikant door intensieve opname- en publicatiewerkzaamheden voor o.a. Prestige Records. Tijdens deze periode werkte hij als sideman mee aan talrijke opnamen van George Wallington, Gene Ammons, Hank Mobley, Art Farmer, Art Taylor, Ray Draper, Kenny Burrell en Mal Waldron. Kort na elkaar ontstonden twee van zijn belangrijkste lp's A Fickle Sonance (1961) en Let Freedom Ring (1962) bij Blue Note Records, waarvoor hij van 1959 tot 1967 21 albums opnam. Vooral in zijn formeel vrije composities Quadrangle en A Fickle Sonance loenste hij naar de freejazz-avant-garde van zijn tijd, zonder zich echter geheel los te breken van de harmonische basis van de hardbop.
Van 1959 tot 1961 speelde hij als muzikant en acteur in het stuk The Connection van Jack Gelber met het Living Theatre.
Na diverse blowing sessions (opnamesessies ad hoc bij elkaar gezette muzikanten) voor Blue Note Records, stelde hij vervolgens zijn eerste working band samen, bestaande uit Grachan Moncur III (trombone), Bobby Hutcherson  (vibrafoon) en Tony Williams (drums). Er volgden meerdere lp-opnamen, waaronder One Step Beyond, Evolution en Destination… Out!.
Tegen eind jaren 1960 verminderde het commerciële succes van zijn plaatpublicaties. McLean begon derhalve meer te toeren en vanaf 1968 te werken als docent. In 1972 kreeg hij een leeropdracht aan de University of Hartford in Connecticut. Tijdens de jaren 1980 trad hij weer op, vaak met zijn zoon René, die eveneens saxofonist is.
Jackie McLean telt tot de wegbereiders van de hardbop en werkte o.a. met jazzgrootheden als Miles Davis, Gil Evans, Sonny Rollins, Charles Mingus en Ornette Coleman. Zijn volumineuze sound, die zich onderscheidde van het voor de toenmalige tijd typische geluid van de altsaxofoon en zijn expressieve, bluesgekleurde spel en een iets hoekige frasering waren zijn artistieke kenmerken.

## Onderscheidingen
In 2001 kreeg hij de Jazz Masters Fellowship van de stichting NEA, de hoogste onderscheiding voor jazzmuzikanten in de Verenigde Staten.

## Discografie
- 1955: Miles Davis and Milt Jackson Quintet/Sextet
- 1956: Lights Out
- 1956: 4, 5, and 6
- 1956: Contour
- 1956: Drum Suite met Art Blakey; drie nummers met Bill Hardman, Sam Dockery en Spanky DeBrest
- 1956, 1957: McLean's Scene
- 1957: A Long Drink Of The Blues
- 1957: Strange Blues
- 1957: Makin' The Changes
- 1957: Alto Madness
- 1959, 1960: Jackie's Bag
- 1959: New Soil
- 1959: Swing, Swang, Swingin
- 1960: Capuchin Swing
- 1961: Bluesnik
- 1961: A Fickle Sonance
- 1962: Let Freedom Ring
- 1962: Tippin' The Scales
- 1963: One Step Beyond
- 1959, 1963:Vertigo
- 1963: Destination… Out!
- 1964: Action
- 1965: Right Now
- 1965: Jacknife
- 1966: Dr. Jackle
- 1967: New And Old Gospel met Ornette Coleman aan de trompet
- 1967: Demon's Dance
- 1973: Ode to Super
- 1988: Dynasty
- 1992: Rhythm Of The Earth
- 1995: Jackie McLean Meets Junko Ōnishi: Hat Trick
- 1997: Fire & Love
- 1999: Nature Boy